# Ameerega petersi
Ameerega petersi är en groddjursart som först beskrevs av Philip A. Silverstone 1976.  Ameerega petersi ingår i släktet Ameerega och familjen pilgiftsgrodor. IUCN kategoriserar arten globalt som livskraftig. Inga underarter finns listade i Catalogue of Life.